# Attilio Vallecchi
Attilio Vallecchi (Firenze, 1880 – Firenze, 1946) è stato un tipografo e editore italiano, fondatore della casa editrice Vallecchi (1919). Protagonista della vita culturale fiorentina nei primi decenni del XX secolo, giocò un ruolo da protagonista nelle esperienze editoriali dei principali autori toscani del suo tempo. Prodigo mecenate, la sua stamperia fu un punto d'incontro tra vecchie e nuove generazioni di letterati.

## Biografia
A poco più di vent'anni d'età Vallecchi lavorava come operaio in una tipografia di Firenze. I suoi primi anni furono da apprendista senza paga. Dopo il duro periodo di apprendistato, divenne direttore nella ditta in cui lavorava. Vi venivano stampate, tra le altre, due giovani riviste letterarie: «Il Regno» e «Leonardo». Vallecchi rilevò la proprietà della tipografia dopo che il titolare morì suicida. Poi trovò una nuova sede in via Pietrapiana. Nel 1904 si trasferì in via Nazionale, dove proseguì l'attività diventando uno dei più noti stampatori di Firenze. Altre due riviste si aggiunsero al suo catalogo: «Révue du Nord» (1904-1907) e «L'Anima» (1911, diretta da Giovanni Papini e Giovanni Amendola).
Appassionato di tutti i fermenti culturali che attraversano Firenze, frequentò gli ambienti dove si incontravano i letterati e gli artisti. Si dedicò con entusiasmo a dare voce ai nuovi talenti. Fu l'inizio di un'attività che lo portò ad essere lo stampatore di alcune tra le più importanti riviste letterarie del primo Novecento. Con la pubblicazione di «Lacerba» (1912-15) Vallecchi superò il ruolo di tipografo accollandosi per la prima volta le spese di stampa e diffusione di una rivista. Successivamente stampò «Quartiere latino» (1913-14). Diresse la Libreria della Voce, la casa editrice interna all'omonima rivista fondata da Giovanni Papini e Giuseppe Prezzolini. In questi anni il suo nome fu associato a quello di Papini e Ardengo Soffici, formando una triade di protagonisti della vita culturale fiorentina. Con entrambi mantenne rapporti lavorativi anche da editore.
Nel 1913 stampò il catalogo della mostra di pittori futuristi che si tenne in via Cavour: fu la prima in assoluto nel capoluogo fiorentino ed una delle prime in Italia. Nel 1914 avvenne la fusione tra la sua impresa e la tipografia che stampava «La Nazione», il principale quotidiano fiorentino. Nacque una nuova società, con centinaia di dipendenti, che si stabilì in Via Ricasoli. Nel 1916 acquistò lo Stabilimento tipografico Aldino di Benedetto Baldacci, che dal 1909 a quell'anno aveva stampato «La Voce» e i titoli della casa editrice. La rivista cessava le pubblicazioni, mentre l’attività editoriale proseguiva.
Vallecchi, già direttore editoriale, divenne quindi lo stampatore della "Libreria della Voce": il catalogo vociano costituì il nucleo della sua casa editrice. Nel 1917 stampò il periodico «L'Italia futurista». Nello stesso anno entrò nel consiglio d'amministrazione della Libreria della Voce, divenendone il gestore de facto. Quando nel 1919 anche la Libreria della Voce venne chiusa, Vallecchi capì che era giunto il momento che aspettava da tempo e fondò una casa editrice col proprio nome nella sede di via Ricasoli. Tra le opere pubblicate nel primo anno di attività vanno ricordate: Il libro di un teppista di Ottone Rosai, Scoperte e massacri. Scritti sull'arte di Ardengo Soffici e Allegria di naufragi di Giuseppe Ungaretti.
Successivamente pubblicò le seguenti riviste:
- La Vraie Italie[10];
- Rete mediterranea (1920);
- Levana. Rassegna trimestrale di filosofia dell'educazione e di politica scolastica (1922-1928);
- La nuova scuola italiana (dal 1923);
- Il Selvaggio (dal 1924).

A lui va anche riconosciuta, insieme a Enrico Bemporad ed altri, l'ideazione della Fiera Internazionale del Libro, la cui prima edizione si svolse nel 1924 presso l'Istituto Statale d'Arte di Firenze di Porta Romana.
Nel 1927 Vallecchi celebrò l'inaugurazione di un grande stabilimento in viale dei Mille. Qui cominciò a fare le prime esperienze lavorative il figlio Enrico, destinato a continuare l'opera del padre nel secondo dopoguerra.

## Opere
- Ricordi e idee di un editore vivente, 1934.